# Philereme christophi
Philereme christophi är en fjärilsart som beskrevs av Hedemann 1881. Philereme christophi ingår i släktet Philereme och familjen mätare. Inga underarter finns listade i Catalogue of Life.